# Glacier Chenega
Le glacier Chenega est un glacier côtier d'Alaska aux États-Unis situé dans la baie du Prince-William, sur la péninsule Kenai, dans la région de recensement de Valdez-Cordova et le borough de la péninsule de Kenai.
Il débute dans le champ de glace Sargent, sur la péninsule Kenai, et s'étend jusqu'au fjord Nassau, à 18 km de Chenega, il fait 19 km de long.
Son nom lui a été donné en 1905 en rapport avec la communauté voisine de Chenega. Il représente actuellement une importante attraction touristique pour le canoë. De nombreuses expéditions partent de Whittier. Il a aussi donné son nom à un ferry de l'Alaska Marine Highway.